# Rada de Haro
Rada de Haro település Spanyolországban, Cuenca tartományban. Rada de Haro Las Pedroñeras, Belmonte, Villaescusa de Haro és Carrascosa de Haro községekkel határos. Lakosainak száma 47 fő (2024).

## Népesség
A település népessége az utóbbi években az alábbiak szerint változott:
| Lakosok száma | 62   | 62   | 65   | 62   | 82   | 64   | 47   | 44   | 53   | 47   |
|               | 2001 | 2004 | 2006 | 2009 | 2011 | 2014 | 2016 | 2019 | 2021 | 2024 |